# Stora Finnsjön
Stora Finnsjön este o arie protejată (arie specială de conservare — SAC, sit de importanță comunitară — SCI) din Suedia întinsă pe o suprafață de 19,2 ha, integral pe uscat.

## Localizare
Centrul sitului Stora Finnsjön este situat la coordonatele 60°20′39″N 16°31′12″E / 60.3442°N 16.5199°E.

## Înființare
Situl Stora Finnsjön a fost declarat sit de importanță comunitară în aprilie 2003 pentru a proteja un număr necunoscut de specii din flora spontană și fauna sălbatică aflate în arealul zonei. Situl a fost protejat și ca arie specială de conservare în martie 2011.

## Biodiversitate
Situată în ecoregiunea boreală, aria protejată conține 4 habitate naturale: Mlaștini turboase de tranziție și turbării mișcătoare, Mlaștini împădurite, Lacuri și iazuri distrofice naturale, Taiga vestică.
La baza desemnării sitului se află un număr nedeclarat de specii protejate.